# Sliman Kchouk
Sliman Kchouk, parfois orthographié Slimène Kchok, né le 7 mai 1994 à Bizerte, est un footballeur international tunisien. Il évolue au poste d'arrière gauche à l'Étoile sportive de Métlaoui.

## Biographie
Avec la sélection olympique tunisienne, il participe à la coupe d'Afrique des moins de 23 ans 2015 organisée au Sénégal.

## Carrière
- juillet 2011-janvier 2017 : Club athlétique bizertin (Tunisie)
- janvier 2017-juillet 2018 : Club africain (Tunisie)
- juillet 2018-septembre 2020 : FC Saint-Gall (Suisse)
- septembre 2020-octobre 2021 : Stade tunisien (Tunisie)
- septembre 2022-août 2025 : Al Khums SC (en) (Libye)
- depuis août 2025 : Étoile sportive de Métlaoui (Tunisie)

## Palmarès
- Coupe de Tunisie (2) : 2017, 2018